# Rolf Tourd
Rolf Tourd, född Gösta Rolf Adolf Tordne 25 maj 1921 i Stockholm, död 29 december 1999 i Sigtuna, var en svensk skådespelare.

## Filmografi (urval)
- 1944 – Kärlekslivets offer
- 1954 – Taxi 13
- 1969 – Ådalen 31

## Teater

### Roller
| År        | Roll         | Produktion                              | Regi             | Teater                |
| --------- | ------------ | --------------------------------------- | ---------------- | --------------------- |
| 1940      |              | Här dansar Kalle Karlsson Sigge Fischer |                  | Klippans sommarteater |
| 1943      | Nasaren 2    | Salome Oscar Wilde                      | Per-Axel Branner | Nya Teatern           |
| 1943      | Jakob        | Måsen (Чайка, Tjajka) Anton Tjechov     | Per-Axel Branner | Nya Teatern           |
| 1967      |              | Peer Gynt Henrik Ibsen                  | Jerk Liljefors   | Riksteatern           |
| 1969      | Arnljot      | Arnljot                                 | Annie Jenhoff    | Arnljotspelen         |
| 1970-1972 | Arnljot      | Arnljot                                 | Stig Bahlenberg  | Arnljotspelen         |
| 1976      | Arnljot (US) | Arnljot                                 | Rolf Tourd       | Arnljotspelen         |